# جين إتشسون
جين إتشِسُون (بالإنجليزية: Jean Aitchison)‏ هي لغوية بريطانية، ولدت في 3 يوليو 1938.
تعمل حاليا أستاذة متفرغة (emeritus) للغة والاتصال، بكلية اللغة الإنجليزية وآدابها، بجامعة أوكسفورد، وزميلة كلية ورسستر بالجامعة نفسها.
وتشمل اهتماماتها البحثية الفروع المعرفية الآتية:
- اللسانيات التاريخية الاجتماعية (وصف التغير اللغوي، والبحث في أسبابه، وكيفية حدوثه، ...)
- اللغة والعقل (اكتساب اللغة، وفهم الكلام، وإنتاجه، ...)
- اللغة والإعلام (اللغة المستعملة في وسائل الإعلام، وتأثير تلك الوسائل في اللغة، ...)